# Cruciger lignatilis
Cruciger lignatilis là loài nấm duy nhất trong chi Cruciger thuộc lớp Agaricomycetes, được tìm thấy trong những cánh rừng cây mục rữa ở Đức. Chi Cruciger chưa được xếp vào một bộ hay họ nấm cụ thể nào do vị trí phân loại chưa chắc chắn. Tên gọi của chi bắt nguồn từ hình dáng bào tử chữ thập của nấm (cruciform).